# Odnosi Bosne i Hercegovine i Svete Stolice
|               |                     |
| Sveta Stolica | Bosna i Hercegovina |

Odnosi Bosne i Hercegovine i Svete Stolice bilateralni su između Bosne i Hercegovine i Svete Stolice.
Papa Eugen IV. je 1439. godine imenovao hvarskoga biskupa Tomu Tomasinija svojim legatom u Bosanskom Kraljevstvu. Na toj službi ostao je sve do 1461. godine jer su mu nasljednici Eugena IV., zadovoljni njegovim radom, produljivali mandat.
Nakon Berlinskoga kongresa dolazi do pregovora između Svete Stolice i Austro-Ugarske o novoj crkvenoj organizaciji u Bosni i Hercegovini. Ugovor je potpisan 8. lipnja 1881. godine.
Po tome je predviđena ponovna uspostava redovite crkvene uprave. Ta uprava će biti sastavljena od metropolitanske nadbiskupije Sarajevo, i sufraganskih biskupija Mostar, Banja Luka i Trebinje. Tako je izdana bula Ex hac augusta 5. srpnja 1881. godine. Tom je prigodom papa Leon XIII., kako bi se izbjegle bilo kakve nejasnoće u budućnosti, dokinuo sve privilegije redovnika u Bosni i Hercegovini.
Dana 28. kolovoza 1991. predsjednika Aliju Izetbegovića u privatnu audijenciju. Tada je izašlo priopćenje Svete Stolice kojim podupire ravnopravnost naroda u bivšoj Jugoslaviji. Državno tajništvo Svete Stolice uputilo je 15. travnja 1992. Memorandum o BiH Europskoj zajednici preko portugalske ambasade. Dana 25. svibnja 1992. reis Jakub Selimoski pohodio je papu Ivana Pavla II. te zatražio humanitarnu pomoć za bosanske muslimane. Za Veliku Gospu 1992., početkom listopada 1993. te za Veliku Gospu 1995. Papa je u Sarajevo poslao kardinala Etchegaray kako bi u njegovo ime ohrabri katolike u Bosni i Hercegovini. Kardinal je svaki put pohodio i predstavnike muslimanske, pravoslavne i židovske zajednice te izrazio Papino zanimanje za njihove prilike. Dana 6. ožujka 1993. papa je primio sarajevskog gradonačelnika Muhameda Kreševljakovića.
Papa je ponovno primio predsjednika Izetbegovića u privatnu audijenciju 11. lipnja 1993. godine. Prilikom podnevnog nagovora 11. srpnja 1993. papa se obratio skupini od 90 izbjeglica iz BiH, od kojih su 55 bili muslimani i 50 katolici. Nakon što je 5. veljače 1994. na sarajevskoj tržnici od eksplozije granate ubijeno oko 70 osoba i ranjeno oko 190 papa je na vatikanskoj radiopostaji izjavio:
Večeras vas želim pozvati na molitvu krunice za mir u BiH. Slomljena srca prisiljen sam podsjetiti vas na pokolj koji se danas dogodio u Sarajevu. Zločinačke ruke sustavno nastavljaju rušiti i ubijati. Nitko i nikakav razlog ne može opravdati takva odvratna djela. Zaklinjem one koji čine djela tako nedostojna čovjeka da prestanu s tim zločinima. Za njih će odgovarati pred Bogom.
Premijer Haris Silajdžić primljen je u audijenciju kod Pape 2. srpnja 1994. godine. Iste godine, 5. kolovoza, objavljeno je kako se spremaju izvidi za mogućnost Papina pohoda Bosni i Hercegovini. Dva dana uoči planiranog papina dolaska Sveta Stolica morala je otkazati putovanje zato što u izvještajima UNPROFOR-a iz Sarajeva nije bilo jamstva za sigurnost pape i sudionika. Na dan planiranog pohoda papa je služio misu u Castel Gandolfu te na kraju pročitao na hrvatskom propovijed spremljenu za Sarajevo.
Za Božić 1993. i 1994. skupina djece iz raznih dijelova BiH provela je blagdane u talijanskim obiteljima. Na generalnoj audijenciji 2. kolovoza 1995. bila je prisutna skupina hodočasnika iz BiH te više djece iz Sarajeva. Papa im se obratio riječima:
Ove ljetne mjesece koji su za mnoge vrijeme odmora i praznika, i dalje pomućuje tuga zbog strašnoga nasilja koje, čini se, nemilosrdno istrjebljuje narode BiH. Svi smo tome svjedoci: tko će u budućnosti moći tvrditi da o tome nije bio obaviješten... Posebno pozdravljam djecu iz Sarajeva, koju je ovih dana ugostio Talijanski Crveni križ u Cisterni kod Latine. Predragi, želio bih da svatko od vas na povratku u domovinu ponese sa sobom svjedočanstvo moje postojane ljubavi i moje žarke molitve za sve koji, kao i vi, bilo gdje se nalazili, pate zbog strašnoga rata.

### Članci
- Zovkić, Mato. 1997. Međureligijski susreti Ivana Pavla II. od Asiza 1986. do Sarajeva 1997. Vrhbosnensia. Univerzitet u Sarajevu – Katolički bogoslovni fakultet. Sarajevo. 1 (1): 9–30
- Vukšić, Tomo. 2015. Pravni okvir djelovanja Katoličke Crkve i neki podaci o katolicima krajem 19. i početkom 20. stoljeća u Crnoj Gori, Srbiji, Hrvatskoj i Bosni i Hercegovini. Crkva u svijetu. Sveučilište u Splitu - Katolički bogoslovni fakultet. Split. 19 (2): 345–377
- Vukšić, Tomo. 2003. Papa Pio II. (1458.-1464.) i kralj Tomaš (1443.-1461.). Vrhbosnensia. Univerzitet u Sarajevu – Katolički bogoslovni fakultet. Sarajevo. 7 (2): 371–407